# Aeroportul Kieta
Aeroportul Kieta (IATA: KIE, ICAO: AYIQ) este un aeroport din Autonomous Region of Bougainville⁠(d), Papua Noua Guinee.
Situat la o altitudine de 3 m, aeroportul dispune de o singură pistă.